# Прапор Мексики
Прапор Мексики (ісп. Bandera nacional de México) є прямокутним полотнищем зі співвідношенням сторін 4:7, яке складається з трьох рівновеликих вертикальних смуг — зеленої, білої та червоної. У центрі білої смуги — зображення герба Мексики. Зелений колір прапора означає надію, а також достаток гарного ґрунту Мексики. Білий символізує чистоту, червоний — кров, пролиту за незалежність країни. Прапор прийнятий 16 вересня 1968 року.

## Історія

### Легенда
Згідно з ацтекською легендою, бог Уїцилопочтлі (Huitzilopochtli) передбачив ацтекам, які шукали землю, щоб жити, що вони повинні знайти орла, що сидить на кам'янистому місці на вершині кактуса-нопаля й пожирає змію. Коли вони знайшли цього орла, вони влаштувалися там, і спорудили там перший храм на честь свого бога-покровителя Уїцилопочтлі. Цей орел і зображений посередині прапора.

Прапор Нової Іспанії 1535-1784
Прапор Нової Іспанії 1785-1821
Прапор Мексики 1821
Прапор Мексики 1821 -1823
1823—1864, 1867—1893
1864—1867
1893—1916
1916—1934
1934—1968